# نورث فيرفيلد (أوهايو)
نورث فيرفيلد (بالإنجليزية: North Fairfield, Ohio)‏ هي منطقة سكنية تقع في الولايات المتحدة في مقاطعة هيرن، أوهايو. يقدر عدد سكانها بـ 560 نسمة ومساحتها 1.19 كم2 وترتفع عن سطح البحر 283 متر.

## التركيبة السكانية
قام مكتب تعداد الولايات المتحدة بتحديد بيانات التركيبة السكانية لنورث فيرفيلد في تعداد الولايات المتحدة. في ما يلي، التركيبة السكانية حسب تعدادي 2000 و2010.

### تعداد عام 2000
بلغ عدد سكان نورث فيرفيلد 573 نسمة بحسب تعداد عام 2000، وبلغ عدد الأسر 178 أسرة وعدد العائلات 153 عائلة مقيمة في القرية. في حين سجلت الكثافة السكانية 1,229.2 نسمة لكل ميل مربع (474.6/كم2). وبلغ عدد الوحدات السكنية 190 وحدة بمتوسط كثافة قدره 407.6 نسمة لكل ميل مربع (157.4/كم2).
وتوزع التركيب العرقي للقرية بنسبة 96.16% من البيض و 0.17% من الأمريكيين الأصليين و 0.35% من الأمريكيين ذوي الأصول الآسيوية و 2.09% من عرقين مختلطين أو أكثر.
بلغ عدد الأسر 178 أسرة كانت نسبة 48.9% منها لديها أطفال تحت سن الثامنة عشر تعيش معهم، وبلغت نسبة الأزواج القاطنين مع بعضهم البعض 71.9% من أصل المجموع الكلي للأسر، ونسبة 9.6% من الأسر كان لديها معيلات من الإناث دون وجود شريك، وكانت نسبة 14.0% من غير العائلات. تألفت نسبة 11.8% من أصل جميع الأسر من أفراد ونسبة 3.4% كانوا يعيش معهم شخص وحيد يبلغ من العمر 65 عاماً فما فوق. وبلغ متوسط حجم الأسرة المعيشية 3.33، أما متوسط حجم العائلات فبلغ 3.10.
بلغ العمر الوسطي للسكان 29 عاماً. وكانت نسبة 31.8% من القاطنين تحت سن الثامنة عشر، وكانت نسبة 10.6% بين الثامنة عشر والأربعة وعشرون عاماً، ونسبة 33.0% كانت واقعةً في الفئة العمرية ما بين الخامسة والعشرون حتى والأربعة وأربعون عاماً، ونسبة 18.0% كانت ما بين الخامسة والأربعون حتى الرابعة والستون، ونسبة 6.6% كانت ضمن فئة الخامسة والستون عاماً فما فوق. يوجد لكل 100 أنثى 113.0 ذكر، ويوجد لكل 100 أنثى في الثامنة عشر من عمرها فما فوق 112.5 ذكر.
بلغ متوسط دخل الأسرة في القرية 41,923 دولار، أما متوسط دخل العائلة فبلغ 46,250 دولار. وكان متوسط دخل الذكور 33,750 دولار مقابل 17,750 دولار للإناث. وسجل دخل الفرد الخاص بالقرية 16,557 دولار. وكانت نسبة 6.0% من العائلات ونسبة 9.9% من السكان تحت خط الفقر، وكان من هؤلاء نسبة 9.0% تحت سن الثامنة عشر ونسبة 13.2% في الخامسة والستين من العمر وما فوق.

### تعداد عام 2010
بلغ عدد سكان نورث فيرفيلد 560 نسمة بحسب تعداد عام 2010، وبلغ عدد الأسر 182 أسرة وعدد العائلات 141 عائلة مقيمة في القرية. في حين سجلت الكثافة السكانية 1,217.4 نسمة لكل ميل مربع (470.0/كم2). وبلغ عدد الوحدات السكنية 202 وحدة بمتوسط كثافة قدره 439.1 لكل ميل مربع (169.5/كم2).
وتوزع التركيب العرقي للقرية بنسبة 96.8% من البيض و 0.2% من الأمريكيين الأصليين و 1.1% من الأمريكيين ذوي الأصول الآسيوية و 1.8% من عرقين مختلطين أو أكثر.
بلغ عدد الأسر 182 أسرة كانت نسبة 44.0% منها لديها أطفال تحت سن الثامنة عشر تعيش معهم، وبلغت نسبة الأزواج القاطنين مع بعضهم البعض 61.0% من أصل المجموع الكلي للأسر، ونسبة 11.5% من الأسر كان لديها معيلات من الإناث دون وجود شريك، بينما كانت نسبة 4.9% من الأسر لديها معيلون من الذكور دون وجود شريكة وكانت نسبة 22.5% من غير العائلات. تألفت نسبة 18.1% من أصل جميع الأسر من أفراد ونسبة 10.4% كانوا يعيش معهم شخص وحيد يبلغ من العمر 65 عاماً فما فوق. وبلغ متوسط حجم الأسرة المعيشية 3.45، أما متوسط حجم العائلات فبلغ 3.08.
بلغ العمر الوسطي للسكان 32.9 عاماً. وكانت نسبة 31.1% من القاطنين تحت سن الثامنة عشر، وكانت نسبة 8.1% بين الثامنة عشر والأربعة وعشرون عاماً، ونسبة 25.7% كانت واقعةً في الفئة العمرية ما بين الخامسة والعشرون حتى والأربعة وأربعون عاماً، ونسبة 26.2% كانت ما بين الخامسة والأربعون حتى الرابعة والستون، ونسبة 9.1% كانت ضمن فئة الخامسة والستون عاماً فما فوق. وتوزع التركيب الجنسي للسكان بنسبة 50.5% ذكور و49.5% إناث.